# Patrick Harries
Patrick Allan Lifford Harries (* 31. Mai 1950 in Kapstadt; † 2. Juni 2016 ebenda) war ein südafrikanischer Historiker und Hochschullehrer.
Patrick Harries studierte an der Universität Kapstadt. Im Jahr 1983 wurde er promoviert an der School of Oriental and African Studies (SOAS), University of London. Von 1980 bis 2000 war Harries zuerst Dozent und ab 1993 Associate Professor an der Universität Kapstadt und nahm in dieser Zeit auch verschiedene Gastprofessuren wahr. Seit 2001 war er außerordentlicher Professor für Geschichte Afrikas an der Universität Basel und dort an der Leitung des Zentrums für Afrikastudien und dem Kompetenzzentrum Afrika beteiligt. 2015 wurde er emeritiert. Im gleichen Jahr kehrte er in seine Vaterstadt Kapstadt zurück, wo er im folgenden Jahr überraschend starb.
Patrick Harries’ Forschungsschwerpunkte umfassen insbesondere die Geschichte der Arbeit sowie die Geschichte von Wissenssystemen im südlichen Afrika.